# Chikuhō Electric Railroad
La Chikuho Electric Railroad Co. (筑豊電気鉄道株式会社?, Chikuhō Denki Tetsudō Kabushiki-gaisha), chiamata anche Chikutetsu (筑鉄?), è una compagnia di trasporto passeggeri giapponese che gestisce una linea ferroviaria nella prefettura di Fukuoka. È una consociata interamente controllata dalle Ferrovie Nishi-Nippon (Nishitetsu). La sua sede è a Nakama.

## Storia
L'azienda è stata fondata il 15 febbraio 1951. Inizia a far funzionare la sua linea il 21 marzo 1956, inizialmente da Kumanishi a Chikuhō-Nakama, estesa a Koyanose il 29 aprile 1958 e a Chikuhō-Nōgata il 18 settembre 1959.

## Linee ferroviarie
- Linea ferroviaria elettrica Chikuhō (筑豊電気鉄道線?): Kurosaki-Ekimae - Chikuhō-Nōgata	(16 km)

## Materiale rotabile
Poiché la linea era interoperabile con la linea tramviaria Nishitetsu Kitakyushu, furono utilizzati veicoli di tipo tram. Quando l'azienda aprì per la prima volta, non possedeva il proprio materiale rotabile, ma prese in prestito cinque auto dalla linea Nishitetsu Kitakyushu e utilizzò queste auto e veicoli presi in prestito dalla stessa linea per coprire i costi.
La ferrovia elettrica Chikuhō gestisce la seguente flotta di tram.
- EMU articolate a 2 carrozze serie 3000
- Tram articolati a pianale ribassato a 3 carrozze serie 5000

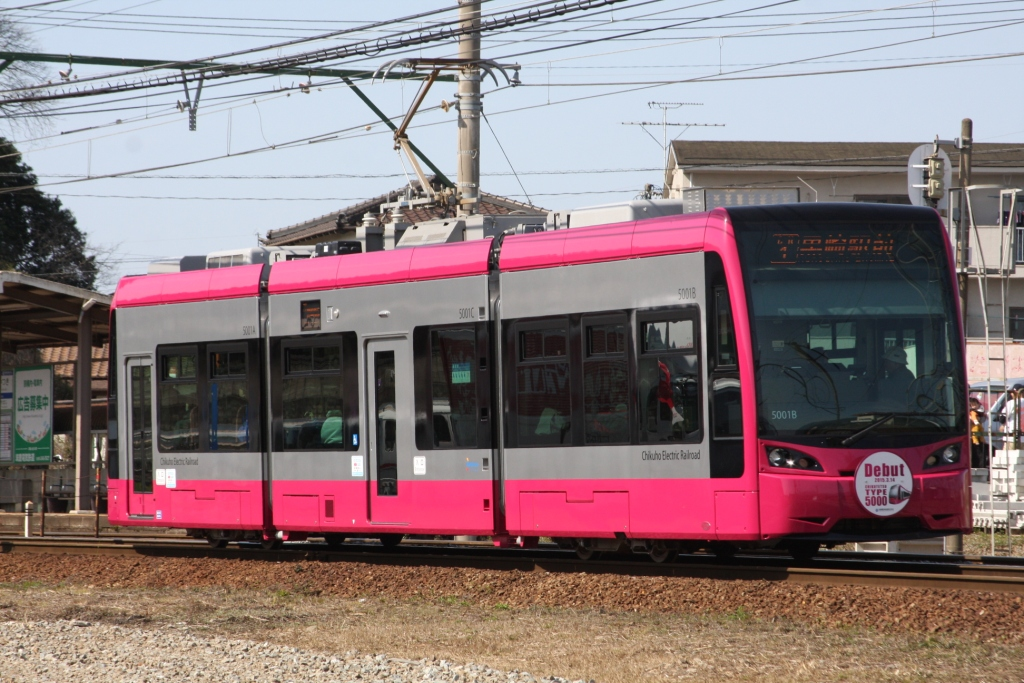
Serie 5000 tipo 5001
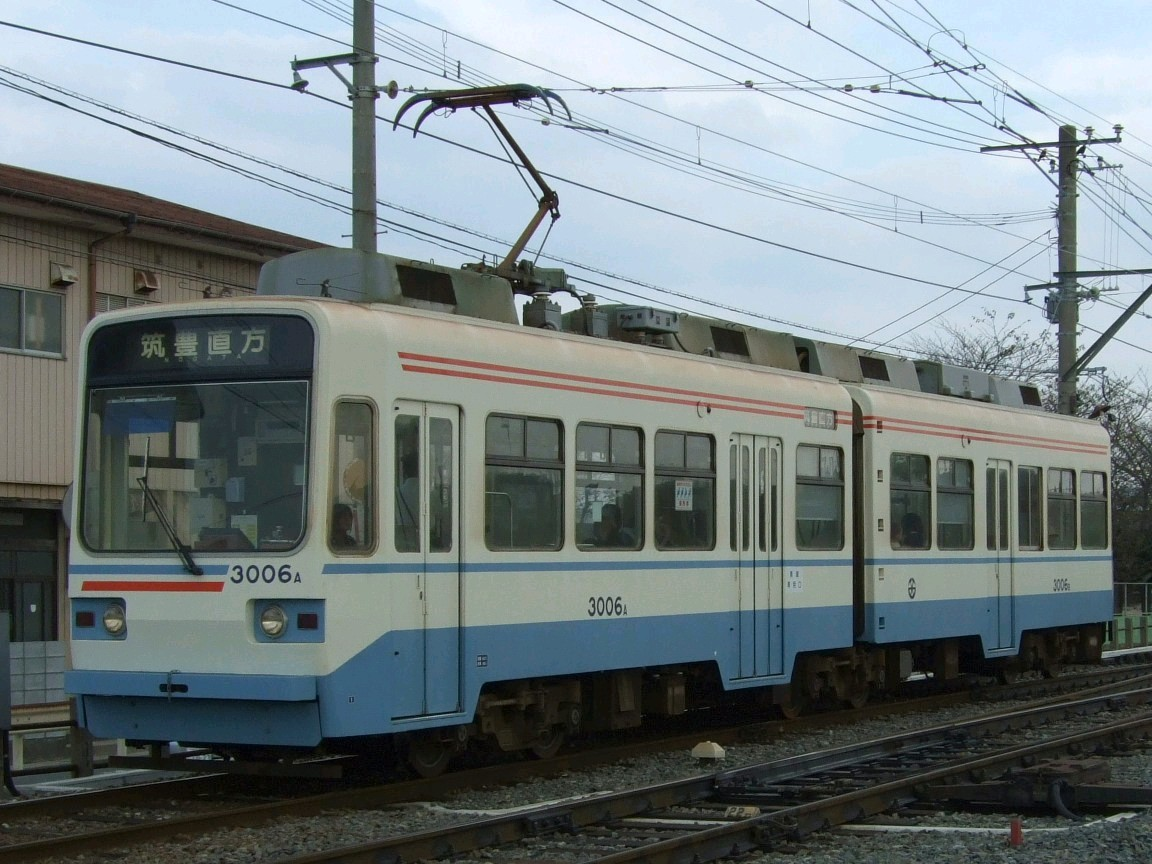
Serie 3000 tipo 3006